# Onze-Lieve-Vrouw der Veldenkapel
De Onze-Lieve-Vrouw der Veldenkapel (Frans: Chapelle Notre-Dame-des-Champs) is een historische kapel in de gemeente Sint-Mariakappel in het Franse Noorderdepartement.

## Geschiedenis
Oorspronkelijk was er een kapel die gewijd was aan Onze-Lieve-Vrouw en die door de monniken en door de zieken welke zij verzorgden gebruikt werd. Deze kapel, die de oorsprong vormde van Sint-Mariakappel, werd tijdens de Beeldenstorm (omstreeks 1566) in brand gestoken. Daarna werd een nieuwe kapel gebouwd, welke bekend stond als Onze-Lieve-Vrouw ter Linden, doch deze was spoedig te klein en werd verlaten, terwijl in 1620 een kerk werd gebouwd, de Onze-Lieve-Vrouw-Hemelvaartkerk, op enkele honderden meter afstand van de kapel. Uiteindelijk werd de kapel verwoest tijdens de Franse Revolutie.

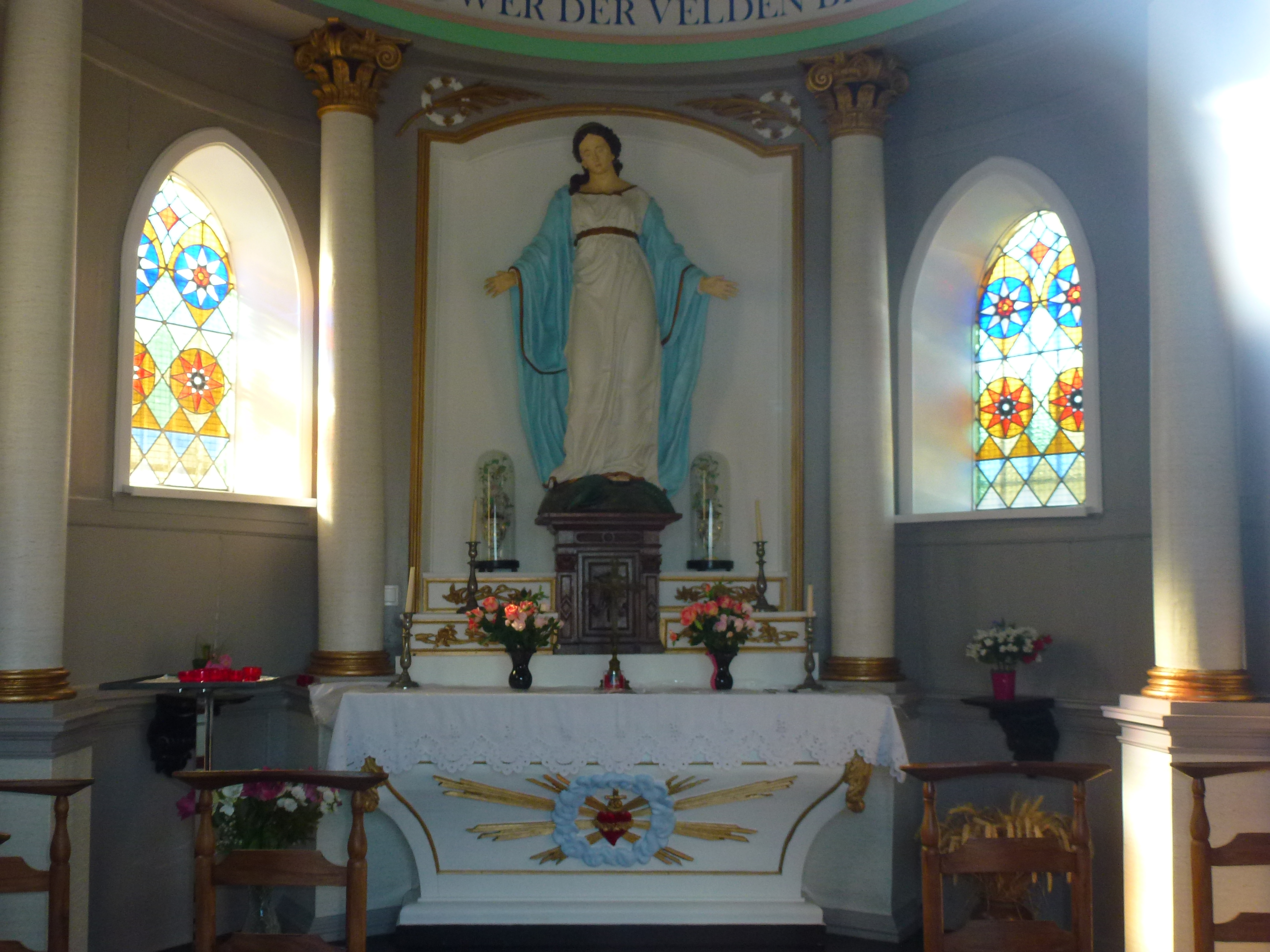
Binnenzijde Onze-Lieve-Vrouw der Veldenkapel

Een nieuwe kapel werd gebouwd in 1847. Deze heeft een voorgevel in zandsteenblokken uitgevoerd. Het schip is in baksteen. De kapel heeft een trapgevel en een gevelsteen met Vlaamse tekst. Op het dak bevindt zich een dakruiter die bekroond wordt door een kruis in siersmeedwerk.